# 油樟
油樟（学名：Cinnamomum longepaniculatum）是樟科樟属的植物，为中国的特有植物。分布于中国大陆的四川等地，生长于海拔600米至2,000米的地区，常生于常绿阔叶林中，目前尚未由人工引种栽培。

## 别名
香叶子树、香樟、黄葛树、樟木（四川）